# Sterculia rhynchophylla
Sterculia rhynchophylla är en malvaväxtart som beskrevs av Karl Moritz Schumann. Sterculia rhynchophylla ingår i släktet Sterculia och familjen malvaväxter. Inga underarter finns listade i Catalogue of Life.